# Stasin (Podebłocie)
Stasin – kolonia wsi Podebłocie w Polsce, położona w województwie mazowieckim, w powiecie garwolińskim, w gminie Trojanów.
Wierni Kościoła rzymskokatolickiego należą do parafii św. Antoniego w Życzynie.
W latach 1975–1998 kolonia administracyjnie należała do województwa siedleckiego.